# 有明テニスの森駅
有明テニスの森駅（ありあけテニスのもりえき）は、東京都江東区有明一丁目にある、東京臨海新交通臨海線（ゆりかもめ）の駅である。駅番号はU 13。

## 歴史
- 2005年（平成17年）4月28日 - 正式駅名が有明テニスの森駅と決定（仮称：有明北駅）。
- 2006年（平成18年）3月27日 - 開業[1]。

## 駅構造
島式ホーム1面2線の高架駅である。

### のりば
| 番線 | 路線       | 行先     |
| ---- | ---------- | -------- |
| 1    | ゆりかもめ | 豊洲方面 |
| 2    | ゆりかもめ | 新橋方面 |

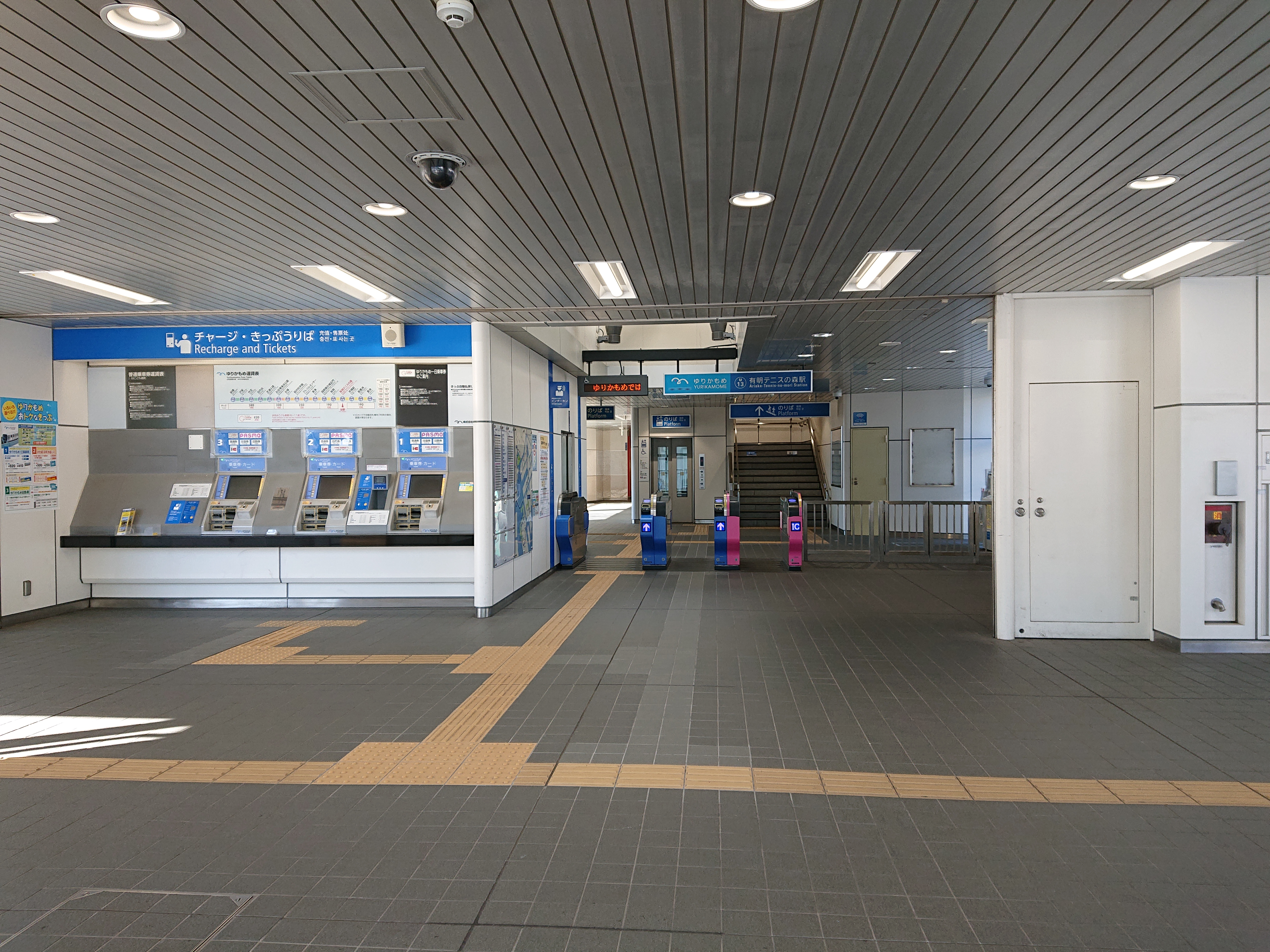
改札口と切符売り場（2019年1月）
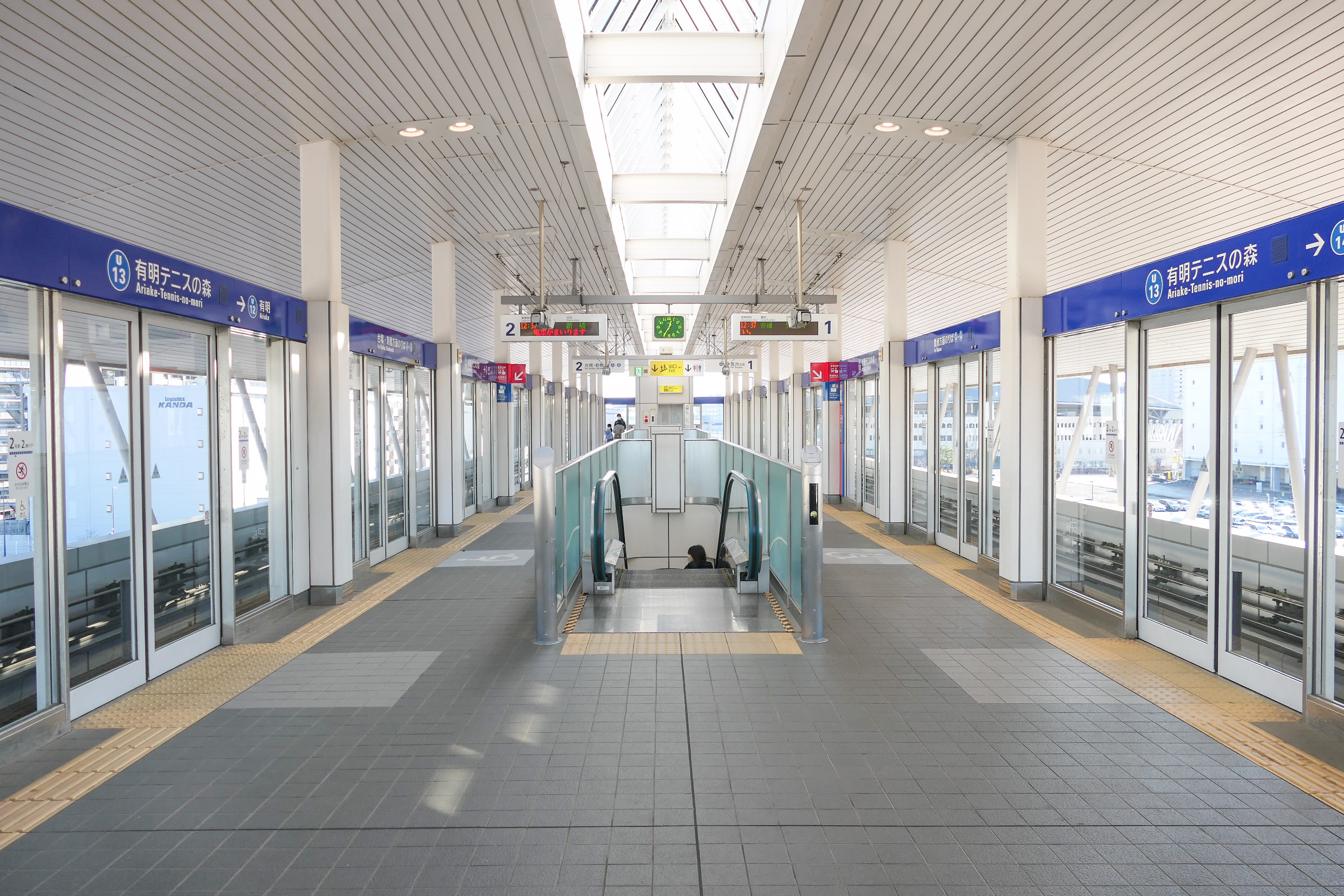
プラットホーム

## 利用状況
2022年度の1日平均乗車人員は3,210人である。
開業以来の1日平均乗車人員推移は下記の通り。
| 年度               | 乗車人員 | 出典              |
| ------------------ | -------- | ----------------- |
| 2005年（平成17年） | 600      | [ 東京都統計 1 ]  |
| 2006年（平成18年） | 608      | [ 東京都統計 2 ]  |
| 2007年（平成19年） | 708      | [ 東京都統計 3 ]  |
| 2008年（平成20年） | 847      | [ 東京都統計 4 ]  |
| 2009年（平成21年） | 1,208    | [ 東京都統計 5 ]  |
| 2010年（平成22年） | 1,359    | [ 東京都統計 6 ]  |
| 2011年（平成23年） | 1,430    | [ 東京都統計 7 ]  |
| 2012年（平成24年） | 1,510    | [ 東京都統計 8 ]  |
| 2013年（平成25年） | 1,422    | [ 東京都統計 9 ]  |
| 2014年（平成26年） | 1,485    | [ 東京都統計 10 ] |
| 2015年（平成27年） | 1,560    | [ 東京都統計 11 ] |
| 2016年（平成28年） | 1,816    | [ 東京都統計 12 ] |
| 2017年（平成29年） | 1,937    | [ 東京都統計 13 ] |
| 2018年（平成30年） | 2,055    | [ 東京都統計 14 ] |
| 2019年（令和元年） | 2,451    | [ 東京都統計 15 ] |
| 2020年（令和02年） | 1,874    | [ 東京都統計 16 ] |
| 2021年（令和03年） | 2,435    | [ かもめ 2 ]      |
| 2022年（令和04年） | 3,210    | [ かもめ 3 ]      |
| 2023年（令和05年） | 4,638    | [ かもめ 1 ]      |

## 駅周辺
- 有明テニスの森公園
  - 有明コロシアム
- 有明オリンピック・パラリンピックパーク[3]
  - 有明親水海浜公園
  - 有明アーバンスポーツパーク（livedoor URBAN SPORTS PARK）
  - 有明展示場（有明GYM-EX）
  - 有明アリーナ
- SMALL WORLDS TOKYO
- 有明ガーデン
  - 東京ガーデンシアター
  - 有明四季劇場
  - ホテル ヴィラフォンテーヌ グランド東京有明
  - シティタワーズ東京ベイ
- かえつ有明中学校・高等学校
- 東京有明医療大学
- 有明教育芸術短期大学
- 有明小学校・中学校
- 有明西学園
- 江東湾岸サテライトナーサリースクール
- ファーイーストビレッジホテル東京有明
- 有明北橋
- 有明北緑道公園
- 東京臨海副都心

### バス路線
駅直下の環二通り上に東京BRTの有明テニスの森停留施設（ナンバリング：B04）が設けられている。
- 東京BRT 幹線ルート(BRT 1)：国際展示場行・東京テレポート行（土休日のみ） / 新橋行・HARUMI FLAG（晴海五丁目ターミナル）行・虎ノ門ヒルズ行（平日朝のみ）

また、やや駅から離れるが、南側の道路（台場・有明北連絡道路）上に都営バスの有明二丁目停留所および有明コロシアム前停留所がある（有明コロシアム前は門前仲町・東京駅方面のみ停車）。発着路線は以下の通り。
- 海01(KM01)：東京テレポート駅前行・有明一丁目行・台場二丁目行 / 門前仲町行・豊洲駅前行
- 都05-2：東京ビッグサイト行・有明一丁目行 / 東京駅丸の内南口行
- 深夜13（平日のみ）：有明一丁目行
- 東16：東京ビッグサイト行・有明一丁目行 / 東京駅八重洲口行

なお、都営バスの有明テニスの森停留所は有明テニスの森公園駐車場・インドアコート付近にあり、当駅からは離れている。

## 隣の駅
ゆりかもめ
 東京臨海新交通臨海線
有明駅 (U 12) - 有明テニスの森駅 (U 13) - 市場前駅 (U 14)